# Archie Williams
Archibald Franklin "Archie" Williams, född 1 maj 1915 i Oakland i Kalifornien, död 24 juni 1993 i Fairfax i Kalifornien, var en amerikansk friidrottare.
Williams blev olympisk mästare på 400 meter vid olympiska sommarspelen 1936 i Berlin